# 中村桃子 (将棋)
中村 桃子（なかむら ももこ、1987年11月30日 - ）は、日本将棋連盟所属の女流棋士。女流棋士番号は38（2011年3月31日までの旧番号は62）。高橋道雄九段門下。埼玉県入間市出身。埼玉県立狭山経済高等学校卒業。棋士の中村亮介は実兄。

## 棋歴

### 女流プロになるまで
1997年、小学4年生のときに女流育成会へ入会する。2003年、第23回中学生選抜将棋選手権の男子の部埼玉県代表となり、ベスト16に入った。2007年度前期女流育成会で9勝2敗の成績を収め、2個目の昇級点を獲得し、10月1日付での女流棋士が内定した。2002年4月の村田智弘・智穂以来2組目の「兄妹棋士」となる。なお、入会から10年かかっての女流プロ入りは2番目に遅い記録である。

### 女流プロ入り後
2007年10月1日付で女流2級としてプロ入り。
デビュー戦は10月20日のマイナビ女子オープンの予選であった。1日で3回戦のトーナメントを行って本戦出場者を決める即決のシステムであるため、3連勝すれば、デビュー戦当日に女流1級昇級の資格を得ることができたが、3局目で敗れ、あと一つ届かなかった。
2009年3月30日、第36期女流名人戦予選決勝で山田朱未に勝ち、B級リーグ入りを果たし、規定により同日付で女流1級に昇級した。同年4月から9月にかけてNHK将棋講座「橋本崇載の受けのテクニック教えます」の聞き手を務めた。B級リーグは3勝6敗で終わり陥落。第37期は予選決勝で敗れB級リーグ復帰はならなかった。
2013年3月14日、第40期女流名人位戦予選決勝で本田小百合に勝ち、女流名人位リーグ入りを果たした。また、規定により同日付で女流初段に昇段した。
2013年度、第40期女流名人位リーグでは1勝7敗で陥落。第25期女流王位戦でも挑戦者決定リーグ入りを果たすも、2勝3敗（うち1勝は里見香奈に不戦勝）で惜しくも陥落した。
2016年度、第28期女流王位戦で3期ぶりに挑戦者決定リーグ入りを果たす。リーグも2連勝スタートとなるが、その後3連敗し残留はならなかった。
2024年7月1日、一身上の都合により引退届が日本将棋連盟に提出され、これを受理したことが連盟から公表された。同年7月8日、第4期女流順位戦D級最終8回戦での相川春香女流初段との対局が現役最終局となり、この対局に勝利し白星で18年弱の現役生活を締めた。女流通算成績は112勝146敗（258対局、勝率0.4341）。

## 人物
- 2011年8月10日、アマチュア強豪の清水上徹と結婚[8]。結婚後も中村姓で活動を続ける。
- 将棋番組の聞き手を務めることが多く、「名聞き手」の1人に数えられている[9]。
- 2015年9月、トヨタ・アルファードのWebコマーシャルに出演した[10]。
- 2019年4月より2024年3月までNHK杯テレビ将棋トーナメントの司会を担当した。

## 昇段・昇級履歴
- 1997年10月00日 ： 女流育成会入会
- 2007年10月01日 ： 女流2級 = 女流プロ入り
- 2009年03月30日 ： 女流1級（女流名人戦B級リーグ入り）
- 2013年03月14日 ： 女流初段（女流名人位戦リーグ入り）
- 2021年08月02日 ： 女流二段（勝数規定／女流初段昇段後60勝）[11]
- 2024年07月08日 ： 引退（女流通算112勝146敗）[7][12]

## 年度別成績

### 年度別成績
| 年度              | 対局数 | 勝数 | 負数 | 勝率   | (出典) |
| ----------------- | ------ | ---- | ---- | ------ | ------ |
| 2007年度          | 7      | 3    | 4    | 0.4285 | [ 13 ] |
| 2008年度          | 10     | 7    | 3    | 0.7000 | [ 14 ] |
| 2009年度          | 14     | 4    | 10   | 0.2857 | [ 15 ] |
| 2010年度          | 8      | 3    | 5    | 0.3750 | [ 16 ] |
| 2007-2010 (小計)  | 39     | 17   | 22   |        |        |
| 年度              | 対局数 | 勝数 | 負数 | 勝率   | (出典) |
| 2011年度          | 10     | 5    | 5    | 0.5000 | [ 17 ] |
| 2012年度          | 15     | 9    | 6    | 0.6000 | [ 18 ] |
| 2013年度          | 25     | 10   | 15   | 0.4000 | [ 19 ] |
| 2014年度          | 8      | 2    | 6    | 0.2500 | [ 20 ] |
| 2015年度          | 17     | 9    | 8    | 0.5294 | [ 21 ] |
| 2016年度          | 17     | 8    | 9    | 0.4705 | [ 22 ] |
| 2017年度          | 13     | 5    | 8    | 0.3846 | [ 23 ] |
| 2018年度          | 14     | 6    | 8    | 0.4285 | [ 24 ] |
| 2019年度          | 17     | 8    | 9    | 0.4705 | [ 25 ] |
| 2020年度          | 17     | 7    | 10   | 0.4117 | [ 26 ] |
| 2011-2020 (小計)  | 153    | 69   | 84   |        |        |
| 年度              | 対局数 | 勝数 | 負数 | 勝率   | (出典) |
| 2021年度          | 22     | 8    | 14   | 0.3636 | [ 27 ] |
| 2022年度          | 19     | 7    | 12   | 0.3684 | [ 28 ] |
| 2023年度          | 19     | 7    | 12   | 0.3684 | [ 29 ] |
| 2024年度          | 6      | 4    | 2    | 0.6666 | [ 30 ] |
| 2021-2024 (小計)  | 66     | 26   | 40   |        |        |
| 通算              | 258    | 112  | 146  | 0.4341 | [ 31 ] |
| 2024年7月8日 引退 |        |      |      |        |        |